# کورتینا سولا استرادا دل وینو
کورتینا سولا استرادا دل وینو (به ایتالیایی: Cortina sulla Strada del Vino) یک کومونه در ایتالیا است که در تیرول جنوبی واقع شده‌است. کورتینا سولا استرادا دل وینو ۲٫۰ کیلومتر مربع مساحت و ۶۴۶ نفر جمعیت دارد.